# Всеволод (Майданський)
Архієпископ Все́волод (Всеволод Васильович Коломи́йців-Майда́нський; нар. 10 грудня 1927, Каліш — пом. 16 грудня 2007, Саут-Баунд-Брук) — український православний діяч, очільник Української православної церкви в Америці.

## Життєпис
Народився 10 грудня 1927 року в місті Каліш (Польща) в сім'ї протоєрея Василія. Отримав духовну освіту у Варшавській Духовній семінарії, будучи іподияконом в митрополита Діонісія Варшавського, та у Діллінґенському Духовному університеті, Німеччина.
У 1956 році переїхав до Австралії. В Сіднейському Університеті отримав ступінь бакалавра мистецтв в галузі філософії. З 1956 р. навчався в Мельбурнзькому університеті у Вікторії (Австралія). У 1964 р. отримав ступінь магістра в галузі соціальних проблем в філіалі Університету Ішви в Нью-Йорку. Викладав у Медичному коледжі Альберта Ейнштейна при Ішвинському університеті в Нью-Йорку. Започаткував свою приватну практику.
Прийняв чернецтво і був висвячений на священика митрополитом УПЦ США Андрієм в 1985 році. У 1987 р. архімандрит Всеволод, з благословення Патріарха Константинопольського Димитрія I, архієпископом Яковом був рукоположений на єпископа Скопельського у складі Української Православної Церкви в Америці в юрисдикції Константинопольського Патріархату. Хіротонія відбулася 27 вересня 1987 року в Свято-Троїцькому соборі в місті Нью-Йорку (США) за участю Патріаршого Екзарха в Америці архієпископа Яковоса, митрополита Сіласа, єпископів Афенагорас і Филипа.
У 1996 році об'єднався з Українською Православною Церквою в США, яка ввійшла до складу Вселенського Константинопольського Патріархату, а в 2000 р. був призначений в місто Чикаго в сані архієпископа. У 1999 році Архієпископ Всеволод видав книгу «Ми всі є брати», яка вміщає статті і доповіді присвячені екуменічній тематиці.
2002 року Президентом України нагороджений Орденом «За заслуги» III ступеня. (Указ № 1146/2002 від 11.12.2002 р.). 24 березня 2005 р. під час зустрічі з Президентом України Віктором Ющенком архієпископ Всеволод Скопельський зробив заяву: 
|  | Матір-церква, Константинопольський патріархат, вважає, що її дочка – Московський патріархат – має ту канонічну територію, яка була в цій церкві до 1686 року. Підпорядкування Київської митрополії під Московську церкву було здійснено патріархом Діонісієм без згоди і затвердження Святого і Священного синоду Великої церкви Христової. |

У 2007 р. За вагомий особистий внесок у гармонізацію міжконфесійних відносин, активну благодійницьку діяльність та з нагоди 80-річчя від дня народження Президентом України нагороджений Орденом «За заслуги» II ступеня.(Указ № 1206 /2007 від 11.12.2007 р.).
Як представник Вселенського Патріарха був присутній на екуменічних зустрічах. Він представляв Вселенського Патріарха на Єрусалимській Конференції Науки та Релігії і також на Міланській Конференції Релігії. Він член Постійної Ради Канонічних Православних єпископів Америки та член Православно-Католицького єпископського діалогу.
У 2007 році владика перебував на тривалому лікуванні у шпиталі з тяжкою хворобою — лейкемією. Упокоївся у Чикаго 16 грудня 2007 року після тяжкої хвороби. 26 грудня 2007 року, в катедральному соборі Св. Володимира у Чикаго відбулося похоронне богослужіння, яке очолив Високопреосвященніший Єпископ Нью-Йоркський і Вашинґтонський Антоній та Єпископ Лондонський і Західно-Європейський Андрій у співслужінні з чисельним духовенством Західної Єпархії УПЦ в США.